# ريلاينس إنترتينمنت
ريلاينس إنترتينمنت (بالإنجليزية: Reliance Entertainment Pvt. Ltd.)‏ هي شركة إعلامية وترفيهية هندية. وهي قسم من مجموعة ريلاينس، تتولى إدارة أعمالها الإعلامية والترفيهية عبر منصات المحتوى والتوزيع. تأسست الشركة في 15 فبراير 2005، ككيانين، وهما ريلاينس بيج إنترتينمنت وبيغ بيكتشرز. وبعد أربع سنوات، اندمجت الشركتان في شركة ريلاينس بيغ بيكتشرز في عام 2009، وتم تغيير اسم الشركة إلى ريلاينس إنترتينمنت في العام التالي.
وتتركز المبادرات الرئيسية للمحتوى في مجالات الأفلام والموسيقى والرياضة والألعاب والإنترنت والبوابات المحمولة، مما يؤدي إلى فرص مباشرة في التسليم عبر منصات التوزيع الرقمية الناشئة: السينما الرقمية، وتلفزيون بروتوكول الإنترنت، والبث المباشر إلى المنازل، والتلفزيون المحمول.

## تاريخ
- دخلت شركة ريلاينس إلى سوق تأجير الفيديو غير المستغل إلى حد كبير في الهند من خلال إطلاق بيغفليكس. [1]
- وتخطط الشركة لإطلاق قنوات تلفزيونية. [2]
- في 15 يوليو 2009، أعلنت شركة ريلاينس وستيفن سبيلبرغ عن مشروع مشترك بتمويل قدره 825 مليون دولار.
- أطلقت إذاعة بيغ 92.7 FM محطة إذاعية في سنغافورة على الرغم من أن 8% من السكان المقيمين هناك من الهنود. [3]
- في 5 أبريل 2010، استحوذت شركة ريلاينس على حصة 50% في شركة كودماسترز . [4]
- في 28 مايو 2010، حققت الشركة أول إيرادات في شباك التذاكر في هوليوود على الإطلاق مع إصدار فيلم كايتس.
- شاركت شركة ريلاينس في إنتاج فيلم حصان الحرب للمخرج ستيفن سبيلبرغ، والذي تم إصداره في جميع أنحاء العالم في يوم عيد الميلاد في عام 2011. كما أن العديد من المشاريع الأخرى للمخرج لديها أيضًا شركة كمنتج. [5]
- في يناير 2012، أُعلن أن أفلام ريلاينس دريم وركس حصلت على 11 ترشيحًا لجوائز الأوسكار. [6]
- في نوفمبر 2014، أعلنت الشركة عن خطط لبدء عملية الاستحواذ على استوديوهات الألعاب المحمولة في أمريكا الشمالية وأوروبا التابعة لشركة أستوديوهات دريم وركس في أوائل عام 2015.